# Ava Sunshine
Ava Sunshine Jemison (* 20. Juni 2002 in Denver, Colorado) ist eine US-amerikanische Skirennläuferin. Sie gehört aktuell dem B-Kader des US-amerikanischen Skiverbandes an und startet in allen Disziplinen. 2021/22 gewann sie die Nor-Am-Cup-Gesamtwertung.

## Biografie
Ava Jemison übersiedelte im Alter von acht Jahren mit ihren Eltern und zwei Geschwistern von Denver nach Vail. Sie begann mit dem Skifahren und trat der Vail Ski & Snowboard Academy bei. Im Hinblick auf eine professionelle Laufbahn besuchte sie die Burke Mountain Academy. In den Sommermonaten unterrichtet sie Skateboard und Surfen.
Jemison, die unter ihren beiden Vornamen Ava Sunshine antritt, bestritt im Alter von 16 Jahren am Coronet Peak ihre ersten FIS-Rennen. Einige Monate später gab sie ihr Debüt im Nor-Am Cup, konnte zunächst aber keine Platzierungen in den Punkterängen belegen. Nach besser werdenden FIS-Resultaten gelang ihr im Winter 2021/22 der Durchbruch an die Kontinentalspitze. Anfang Februar 2022 belegte sie in Georgian Peaks und Osler Bluff jeweils dritte Plätze in den Disziplinen Riesenslalom und Slalom. Mit zwei Siegen (Slalom in Osler Bluff und Kombination am Whiteface Mountain) entschied sie die Gesamtwertung für sich und sicherte sich damit einen Fixplatz für die nächste Weltcup-Saison. Im folgenden März gewann sie bei den Juniorenweltmeisterschaften in Panorama die Super-G-Silbermedaille hinter Magdalena Egger. Ein knappes halbes Jahr später setzte sie sich dank vier zweiter Plätze auch beim Australia New Zealand Cup gegen die Konkurrenz durch.
Am 19. November 2022 gab Ava Sunshine im Slalom von Levi ihr Weltcup-Debüt und gewann mit Rang 21 auf Anhieb Punkte.

## Erfolge

### Weltcup
- 2 Platzierungen unter den besten 30

### Weltcupwertungen
| Saison  | Gesamt | Gesamt | Slalom | Slalom |
| Saison  | Platz  | Punkte | Platz  | Punkte |
| ------- | ------ | ------ | ------ | ------ |
| 2022/23 | 104.   | 14     | 45.    | 14     |

### Nor-Am Cup
- Saison 2021/22: 1. Gesamtwertung, 1. Kombinationswertung, 3. Riesenslalomwertung, 6. Abfahrtswertung, 6. Slalomwertung, 7. Super-G-Wertung, 13. Parallelwertung
- 5 Podestplätze, davon 2 Siege:

| Datum            | Ort                | Land   | Disziplin   |
| ---------------- | ------------------ | ------ | ----------- |
| 11. Februar 2022 | Osler Bluff        | Kanada | Slalom      |
| 14. Februar 2022 | Whiteface Mountain | USA    | Kombination |

### Juniorenweltmeisterschaften
- Panorama 2022: 2. Super-G, 8. Kombination, 9. Slalom, 20. Abfahrt
- St. Anton 2023: 4. Alpine Team Kombination, 8. Abfahrt, DNF Super-G

### Australia New Zealand Cup
- Saison 2022: 1. Gesamtwertung, 1. Slalomwertung, 2. Riesenslalomwertung, 5. Super-G-Wertung
- 4 Podestplätze

### Weitere Erfolge
- Sieg bei den georgischen Meisterschaften im Riesenslalom 2022
- 1 Sieg in einem FIS-Rennen